# Usambilla chlorophrygana
Usambilla chlorophrygana är en insektsart som beskrevs av Nicholas David Jago 1981. Usambilla chlorophrygana ingår i släktet Usambilla och familjen Lentulidae. Inga underarter finns listade i Catalogue of Life.